# Bölsjön
Bölsjön este o arie protejată (arie specială de conservare — SAC, sit de importanță comunitară — SCI) din Suedia întinsă pe o suprafață de 19,8 ha, integral pe uscat.

## Localizare
Centrul sitului Bölsjön este situat la coordonatele 60°35′22″N 17°29′43″E / 60.5894°N 17.4953°E.

## Înființare
Situl Bölsjön a fost declarat sit de importanță comunitară în iulie 2000 pentru a proteja 2 specii de plante și 1 specie de animale. Situl a fost protejat și ca arie specială de conservare în martie 2011.

## Biodiversitate
Situată în ecoregiunea boreală, aria protejată conține 3 habitate naturale: Mlaștini alcaline, Ape puternic oligomezotrofe cu vegetație bentonică cu Chara spp., Mlaștini împădurite.
La baza desemnării sitului se află mai multe specii protejate:
- plante (2): papucul doamnei (Cypripedium calceolus), moșișoare (Liparis loeselii)
- nevertebrate (1): Vertigo geyeri